# Eleanor of Lancaster

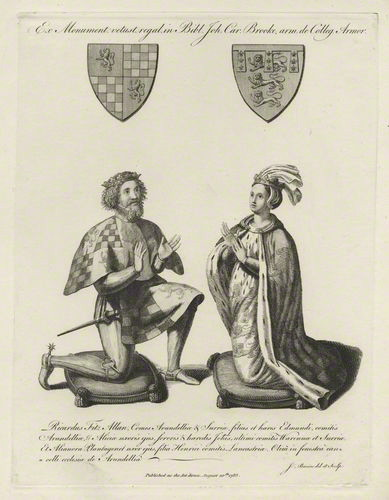
James Basire: Eleanor, Countess of Arundel

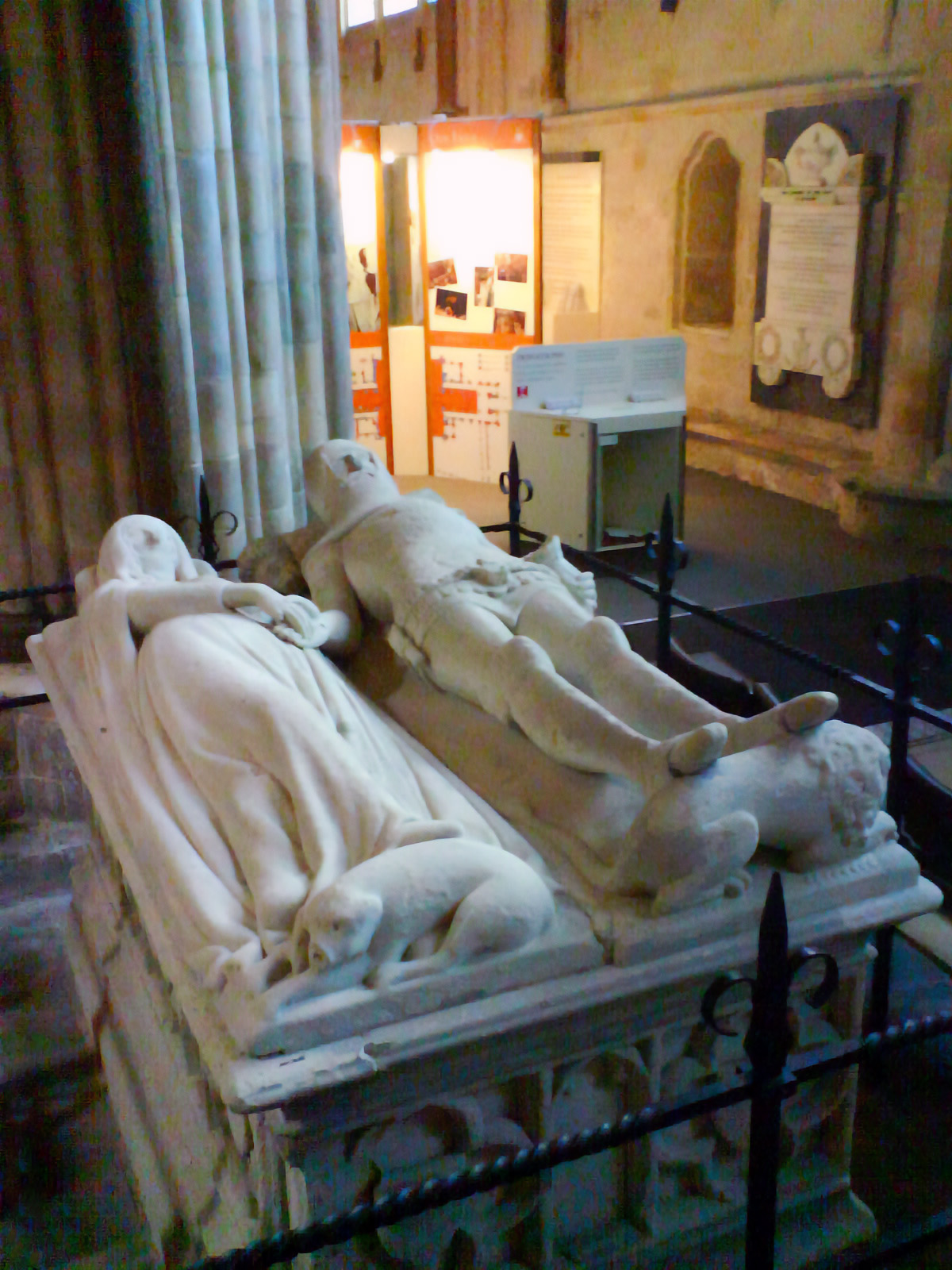
Epitaph für Richard FitzAlan, 10. Earl of Arundel, und Eleanor of Lancaster

Lady Eleanor of Lancaster, auch Lady Eleanor Plantagenet; Eleanor de Beaumont, Baroness Beaumont, und Eleanor FitzAlan, Countess of Arundel (* um 1318; † 11. Januar 1372 in Arundel), war eine englische Adlige.

## Leben
Eleanor of Lancaster entstammte einer Nebenlinie des englischen Herrscherhauses Plantagenet. Sie war die fünfte Tochter von Henry of Lancaster und dessen Frau Maud de Chaworth, einer Halbschwester von Hugh le Despenser. Ihre Mutter starb um 1322, ihr Vater stieg 1324 zum 3. Earl of Lancaster auf. Am 6. November 1330 heiratete Eleanor in London John de Beaumont, 2. Baron Beaumont, den ältesten Sohn von Henry de Beaumont, 1. Baron Beaumont und dessen Frau Alicia Comyn, 8. Countess of Buchan. Um diese Zeit war sie Hofdame bei Königin Philippa, der Ehefrau des englischen Königs Eduard III. Ihr Mann verunglückte während eines Turniers am 14. April 1342 tödlich. Aus der Ehe hatte sie ein Kind:
- Henry de Beaumont, 3. Baron Beaumont (* um 1340–1369).

Am 5. Februar 1345 heiratete Eleanor in zweiter Ehe ihren Cousin dritten Grades Richard FitzAlan, 10. Earl of Arundel (1313–1376). Aus dieser Ehe gingen mehrere Kinder hervor, darunter:
- Richard FitzAlan, 11. Earl of Arundel (1346–1397) ⚭ 1355 Elizabeth de Bohun;
- John Arundel, 1. Baron Arundel (1349–1379) ⚭ 1358 Eleanor Maltravers, 2. Baroness Maltravers;
- Thomas Arundel (1353–1414), Erzbischof von Canterbury und von York;
- Joan FitzAlan (1347–1419) ⚭ Humphrey de Bohun, 7. Earl of Hereford;
- Lady Alice FitzAlan (1352–1416) ⚭ Thomas Holland, 2. Earl of Kent;
- Lady Eleanor FitzAlan ⚭ Robert de Ufford.

Eleanor wurde im Priorat von Lewes beigesetzt. Ihr zweiter Ehemann ließ sich nach seinem Tod neben ihr beisetzen und ein gemeinsames Grabdenkmal für sie errichten, das sich heute in der Kathedrale von Chichester befindet. Das Grabdenkmal inspirierte Philip Larkin zu seinem Gedicht An Arundel Tomb.